# Бурзи, Бернгард Фридрихович
Бернгард Фридрихович Бурзи (нем. Johann Wilhelm Bernhard von Bursy; 1863—1909) — российский филолог-классик, эпиграфист, педагог.

## Биография
Происходил из дворянской немецкой семьи. Родился в Митаве 24 июля (5 августа) 1863 года. По окончании в 1882 году Митавской гимназии изучал античную филологию и историю в университетах Гейдельберга (1882—1883), Лейпцига (1883—1884). Затем учился в Дерптском университете (1884—1887), который окончил кандидатом.
В 1887—1888 годах занимал должность учителя древних языков в частной гимназии Биркенру близ Вендена. С 1891 года служил библиотекарем в Дерптском университете. Сдав магистерский экзамен, с 1895 года был помощником библиотекаря в Киевском университете, читая одновременно в качестве приват-доцента курс лекций по греческой историографии. В Киеве же спустя два года Бурзи защитил диссертацию и был утверждён в степени магистра греческой словесности.
В августе 1897 года в Дерпте женился на Thekla Schmidt  (нем.)(1870—1946)
С 28 августа 1899 года — наставник в Нежинском историко-филологическом институте; преподавал в нём греческую словесность: доцент (1900), экстраординарный профессор (1901), ординарный профессор (с 1905).
Эрудит и книжник, неустанно пополнявший свой научный багаж, Бурзи печатался нечасто. Наиболее значительным его трудом осталась диссертация «De Aristotelis Поλιτειας Аθηναιων partis alterius fonte et auctoritate» (Jurievi, 1897) — о путях проникновения аристотелевских глосс в греческие словари позднего времени (Бурзи уточнил происхождение 17 глосс, возведя их к ономастикону Памфила, последователя Дидима). Рецензентами труд Бурзи признавался очень скрупулёзным и «строго-научным» исследованием. К теме своей диссертации Бурзи возвращался ещё в статье «Quaestiunculae epigraphicae duae» (Филологическое обозрение. — Т. XIII. — 1897) и лекции «О новейших трудах по греческой историографии» (Киевские университетские известия. — 1897. — № 12).
В Нежине Бурзи было прочитано большинство курсов лекций по специальности «греческая словесность» (филологическую энциклопедию, эпиграфику и греческие древности, историю греческой литературы и др.), хотя его лекторскому успеху и мешало недостаточно свободное владение русским языком. Опубликовал также в институтских «Известиях» ряд работ историко-филологического характера, в том числе: «Неизданное письмо Ф. А. Вольфа» (Т. XVIII. — 1900), «Об источниках афинского права» (Т. XX. — 1902), «Неизданные штемпеля на ручках греческих амфор» (Т. XXII. — 1906). Завершающей публикацией Бурзи стал комментарий к текстам Герода и Аристофана («Птицы») — «Miscellanea exegetica» (Журнал Министерства народного просвещения. — 1909. — № 9).
Последние месяцы жизни тяжело больной Бурзи провел в Киеве, куда был перевезен родными для лечения. Умер 7 (20) октября 1909 года.